# Liste der Naturdenkmale im Amt Lindow (Mark)
Die Liste der Naturdenkmale im Amt Lindow (Mark) nennt die Naturdenkmale im Amt Lindow (Mark) im Landkreis Ostprignitz-Ruppin in Brandenburg, welche durch Rechtsverordnung geschützt sind. Sie ist aufgeteilt nach Gemeinden und deren Ortsteilen. Naturdenkmale sind Einzelschöpfungen der Natur, deren Erhaltung wegen ihrer hervorragenden Schönheit, Seltenheit oder Eigenart oder ihrer ökologischen, wissenschaftlichen, geschichtlichen, volks- oder heimatkundlichen Bedeutung im öffentlichen Interesse liegt. Grundlage ist das Geoportal des Landkreises.
In den Spalten befinden sich folgende Informationen:
- Nr.: Identifizierungsnummer nach veröffentlichter Liste. Sie wird von der unteren Naturschutzbehörde des Landkreises oder der kreisfreien Stadt vergeben. Wenn sie bekannt ist, wird sie angegeben. In dieser Spalte kann sich zusätzlich das Wort Wikidata befinden, der entsprechende Link führt zu Angaben zu diesem Naturdenkmal bei Wikidata.
- Bezeichnung: Benennung des Naturdenkmals, in der Regel wird bei Bäume die Baumart genannt. Bekannte Eigennamen werden mit angegeben.
- Gemarkung: Ort oder Gemarkung, in der sich das Naturdenkmal befindet
- Lage: Nennt die Lage des Naturdenkmals im jeweiligen Ortsteil und die geografischen Koordinaten des Naturdenkmals. Link zu einem Kartenansichtstool, um Koordinaten zu setzen. In der Kartenansicht sind Naturdenkmale ohne Koordinaten mit einem roten beziehungsweise orangen Marker dargestellt und können in der Karte gesetzt werden. Denkmale ohne Bild sind mit einem blauen bzw. roten Marker gekennzeichnet, Denkmale mit Bild mit einem grünen beziehungsweise orangen Marker.
- Beschreibung: die Beschreibung des Naturdenkmales
- Schutzzweck: Erläutert den Grund der Unterschutzstellung
- Bild: Zeigt ein Bild des Naturdenkmales und gegebenenfalls ein Link zu weiteren Fotos im Medienarchiv Wikimedia Commons

## Herzberg (Mark)
In Herzberg (Mark) sind keine Naturdenkmale bekannt.

## Lindow (Mark)
| Bild            | Bezeichnung     | Lage                                                                                    | Beschreibung             | Schutzzweck | Nummer |
| --------------- | --------------- | --------------------------------------------------------------------------------------- | ------------------------ | ----------- | ------ |
| BW              | Eiche (Quercus) | Klosterheide, Klosterheider Straße. Bushaltestelle (52° 59′ 30,8″ N, 12° 58′ 19,4″ O)   | Unterschutzstellung 1978 |             |        |
| Fotos hochladen | Linde (Tilia)   | Keller, neben der Kirche (52° 58′ 53,1″ N, 13° 2′ 6,9″ O)                               | Unterschutzstellung 1934 |             |        |
| BW              | Linde (Tilia)   | Lindow (Mark), ehemaliges Klostergelände (52° 58′ 26″ N, 12° 59′ 31,2″ O)               | Unterschutzstellung 1934 |             |        |
| BW              | Linde (Tilia)   | Schönberg (Mark), Kirchhof (52° 55′ 58,1″ N, 12° 58′ 17,9″ O)                           | Unterschutzstellung 1934 |             |        |
| BW              | Linde (Tilia)   | Schönberg (Mark), vor dem Gasthaus "zur alten Linde" (52° 55′ 55,3″ N, 12° 58′ 12,4″ O) | Unterschutzstellung 1934 |             |        |

## Rüthnick
In Rüthnick sind keine Naturdenkmale bekannt.

## Vielitzsee
| Bild | Bezeichnung     | Lage                                                                   | Beschreibung             | Schutzzweck | Nummer |
| ---- | --------------- | ---------------------------------------------------------------------- | ------------------------ | ----------- | ------ |
| BW   | Linde (Tilia)   | Seebeck, gegenüber der Kirche (52° 56′ 20,9″ N, 13° 1′ 13,9″ O)        | Unterschutzstellung 1934 |             |        |
| BW   | Eiche (Quercus) | Seebeck, Ortsausgang Richtung Lindow (52° 56′ 22,6″ N, 13° 0′ 56,1″ O) | Unterschutzstellung 1978 |             |        |